# Káto Plátres
Káto Plátres (grec moderne : Κάτω Πλάτρες) est un village de Chypre de plus de 148 habitants.